# Émile Durkheim
David Émile Durkheim (Épinal, 15 de abril de 1858 — Paris, 15 de novembro de 1917) foi um sociólogo, antropólogo, cientista político, psicólogo social e filósofo francês. Considerado o pai da sociologia, formalmente tornou-a uma disciplina acadêmica. Durkheim é citado como um dos principais arquitetos da ciência social moderna, junto a Karl Marx e Max Weber.
Muito de seu trabalho estava preocupado com a forma como as sociedades poderiam manter sua integridade e coerência na modernidade, uma era em que tradicionais laços sociais e religiosos não são mais assumidos e em que novas instituições sociais têm surgido. Seu primeiro trabalho sociológico importante foi Da Divisão do Trabalho Social (1893). Em 1895, publicou As Regras do Método Sociológico e criou o primeiro departamento europeu de sociologia, tornando-se o primeiro professor de sociologia da França. Em 1898, fundou a revista L'Année Sociologique. Sua monografia seminal, O Suicídio (1897), um estudo das taxas de suicídio em populações católicas e protestantes, foi uma investigação social moderna pioneira e serviu para distinguir a ciência social em relação à psicologia e à filosofia política. As Formas Elementares da Vida Religiosa (1912) apresentou uma teoria da religião, comparando a vida social e cultural das sociedades primitivas e a das sociedades modernas.
Durkheim também estava profundamente preocupado com a aceitação da sociologia como ciência legítima. Aperfeiçoou o positivismo originalmente estabelecido por Auguste Comte, promovendo o que poderia ser considerado como uma forma de realismo epistemológico, assim como a utilização do método hipotético-dedutivo na ciência social. Para ele, a sociologia era a ciência das instituições, caso no qual este termo é entendido em seu sentido mais amplo como as "crenças e modos de comportamento instituídos pela coletividade" e que tem, como objetivo, descobrir fatos sociais estruturais. Foi um grande defensor do funcionalismo estrutural, uma perspectiva fundamental tanto em sociologia e antropologia. Em sua opinião, a ciência social deve ser puramente holística, ou sejaː a sociologia deve estudar os fenômenos atribuídos à sociedade em geral, em vez de se limitar às ações específicas dos indivíduos.
Permaneceu como uma força dominante na vida intelectual francesa até a sua morte em 1917, apresentando inúmeras palestras e trabalhos publicados em uma variedade de tópicos, incluindo a sociologia do conhecimento, a moralidade, a estratificação social, religião, direito, educação, e desvio. Termos durkheimianos como "consciência coletiva", desde então, entraram no léxico popular.

## Biografia

### Infância e educação
Emile Durkheim nasceu em Épinal, em Lorena, vindo de uma longa linhagem de devotos judeus francesesː seu pai, avô e bisavô tinham sido rabinos. Começou sua educação em uma escola rabínica, mas, em uma idade precoce, decidiu não seguir os passos de sua família e mudou de escola. Durkheim levou uma vida completamente secular. Muito de seu trabalho foi dedicado a demonstrar que os fenômenos religiosos resultam mais do social do que de fatores divinos. Enquanto optou por não seguir a tradição da família, não cortou, no entanto, os laços com sua família ou com a comunidade judaica. Muitos de seus colaboradores e alunos mais proeminentes eram judeus, e alguns tinham relações de sangue com Durkheim. Marcel Mauss, um antropólogo notável da era pré-guerra, era seu sobrinho. Uma de suas sobrinhas foi Claudette (nascida Raphael) Bloch, uma bióloga marinha e mãe de Maurice Bloch, que se tornou um eminente antropólogo.
Estudante precoce, Durkheim entrou na École Normale Supérieure (ENS) em 1879, em sua terceira tentativa. A classe em que entrou naquele ano foi uma das mais brilhantes do século XIX, e muitos de seus colegas de classe, tais como Jean Jaurès e Henri Bergson, viriam a se tornar grandes figuras da história intelectual da França. Na ENS, Durkheim estudou sob a direção de Numa Denis Fustel de Coulanges, um classicista com uma visão de cientista social, e escreveu sua dissertação em latim sobre Montesquieu. Ao mesmo tempo, leu Auguste Comte e Herbert Spencer. Assim, Durkheim se interessou por uma abordagem científica à sociedade muito cedo em sua carreira. Isto significou o primeiro de muitos conflitos com o sistema acadêmico francês, que não tinha currículo de ciências sociais na época. Durkheim achou os estudos humanísticos desinteressantes, voltando sua atenção da psicologia e filosofia à ética e, eventualmente, à sociologia. Obteve seu agrégation em filosofia em 1882, apesar de terminar em penúltimo em sua turma, devido uma doença grave no ano anterior.
Não havia nenhuma maneira de um homem com os seus pontos de vista receber uma nomeação acadêmica importante em Paris. De 1882 a 1887, ensinou filosofia em várias escolas provinciais. Em 1885, decidiu sair para a Alemanha, onde, por dois anos, estudou sociologia em Marburgo, Berlim e Leipzig. Como Durkheim indicou em vários ensaios, foi em Leipzig que aprendeu a apreciar o valor do empirismo e sua linguagem de coisas concretas e complexas, em nítido contraste com as ideias mais abstratas, claras e simples do método cartesiano. Em 1886, como parte de sua tese de doutorado, havia terminado o rascunho de seu livro A Divisão das Tarefas na Sociedade, e estava trabalhando no sentido de estabelecer a nova ciência da sociologia.

### Carreira acadêmica

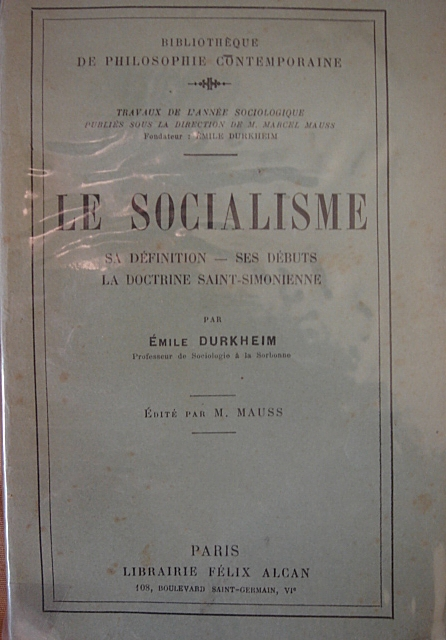
Uma coleção de cursos de Durkheim sobre as origens do socialismo (1896), editada e publicada por seu sobrinho, Marcel Mauss, em 1928

Seu período na Alemanha resultou na publicação de numerosos artigos sobre ciência social alemã e filosofia; Durkheim ficou particularmente impressionado com o trabalho de Wilhelm Wundt. Seus artigos ganharam reconhecimento na França, e recebeu uma nomeação docente na Universidade de Bordeaux em 1887, onde estava a ensinar o primeiro curso de ciências sociais da universidade. Seu título oficial era Chargé d'un Cours de Science Sociale et de Pédagogie e, assim, ele lecionou pedagogia e sociologia (esta última nunca tinha sido ensinada na França antes). A nomeação do cientista social ao corpo docente, principalmente humanista, foi um importante sinal da mudança dos tempos, e também da crescente importância e reconhecimento das ciências sociais. A partir desta posição, Durkheim ajudou a reformar o sistema escolar francês e introduziu o estudo da ciência social em seu currículo. No entanto, sua crença controversa de que a religião e a moralidade podiam ser explicadas em termos puramente de interação social lhe renderam muitas críticas. Também em 1887, Durkheim se casou com Louise Dreyfus. Eles tiveram dois filhos, Marie e André.
A década de 1890 foi um período de notável produção criativa de Durkheim. Em 1892, publicou Da Divisão do Trabalho Social, sua tese de doutorado e declaração fundamental da natureza da sociedade humana e seu desenvolvimento. Seu interesse em fenômenos sociais foi estimulado pela política. A derrota da França na guerra franco-prussiana levou à queda do regime de Napoleão III, que foi, então, substituído pela Terceira República. Isto, por sua vez, resultou em uma reação contra a nova regra secular e republicana, já que muitas pessoas consideraram uma abordagem vigorosamente nacionalista necessária para rejuvenescer o poder desvanecido da França. Durkheim, um judeu e acérrimo defensor da Terceira República, com uma simpatia em direção ao socialismo, foi, assim, uma minoria política que galvanizou a situação política. O caso Dreyfus de 1894 só reforçou sua postura ativista.
Em 1902, Durkheim finalmente alcançou seu objetivo de assumir uma condição de destaque em Paris quando passou a lecionar a cadeira de educação na Sorbonne. Durkheim tinha apontado para a posição anteriormente, mas o corpo docente parisiense demorou mais para aceitar o que alguns chamaram de "imperialismo sociológico" e admitir as ciências sociais em seu currículo. Ele se tornou um professor catedrático (especificamente, Professor de Ciências da Educação) lá em 1906, e em 1913 ele foi nomeado para cátedra em "Educação e Sociologia". Como as universidades francesas são, tecnicamente, instituições de formação de professores do ensino médio, essa posição deu a Durkheim uma influência considerável - suas palestras eram as únicas obrigatórias para todo o corpo discente. Durkheim teve muita influência sobre a nova geração de professores. Por volta dessa época, ele também serviu como assessor do Ministério da Educação. Em 1912, ele publicou sua última grande obra, As Formas Elementares da Vida Religiosa.

### Morte

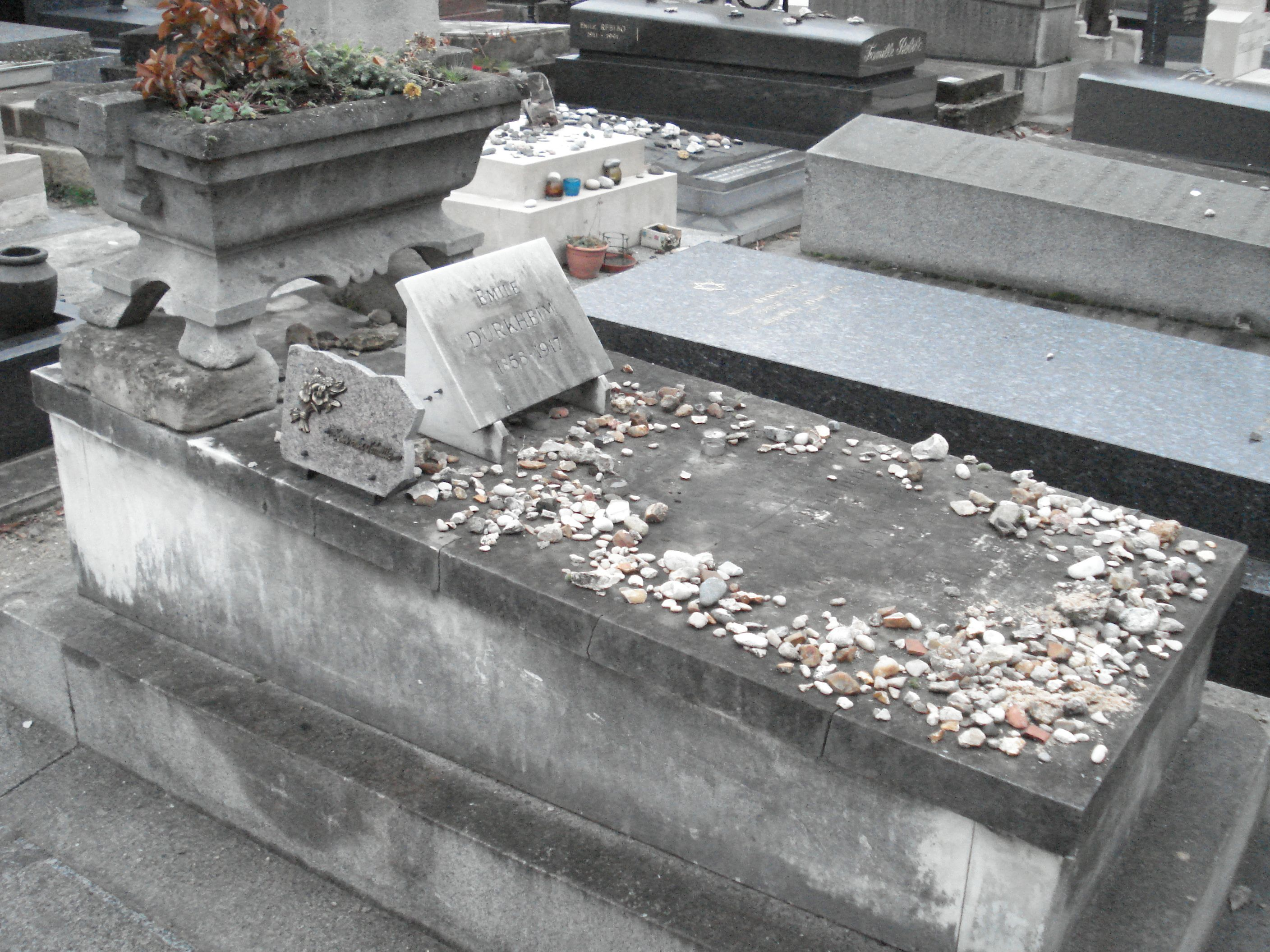
Túmulo de Durkheim no cemitério de Montparnasse, em Paris

A eclosão da Primeira Guerra Mundial teve um efeito trágico na vida de Durkheim. Seu esquerdismo foi sempre patriótico, ao invés de internacionalista ele procurou uma forma secular e racional de estilo de vida francês. Mas a chegada da guerra e da inevitável propaganda nacionalista que se seguiu tornou difícil sustentar essa posição já matizada. Enquanto Durkheim trabalhou ativamente para apoiar seu país na guerra, sua relutância em ceder ao fervor nacionalista simplista (combinado com a sua origem judaica) fez dele um alvo natural da agora ascendente direita francesa. Mais grave ainda, as gerações de estudantes que Durkheim tinha treinado estavam agora a servir no exército e muitos deles morreram nas trincheiras. O próprio filho de Durkheim, André, morreu na guerra em dezembro de 1915, uma perda da qual Durkheim nunca se recuperou. Emocionalmente devastado, Durkheim entrou em colapso após um acidente vascular cerebral em 1917. Ele foi enterrado no cemitério de Montparnasse, em Paris.

## Metodologia

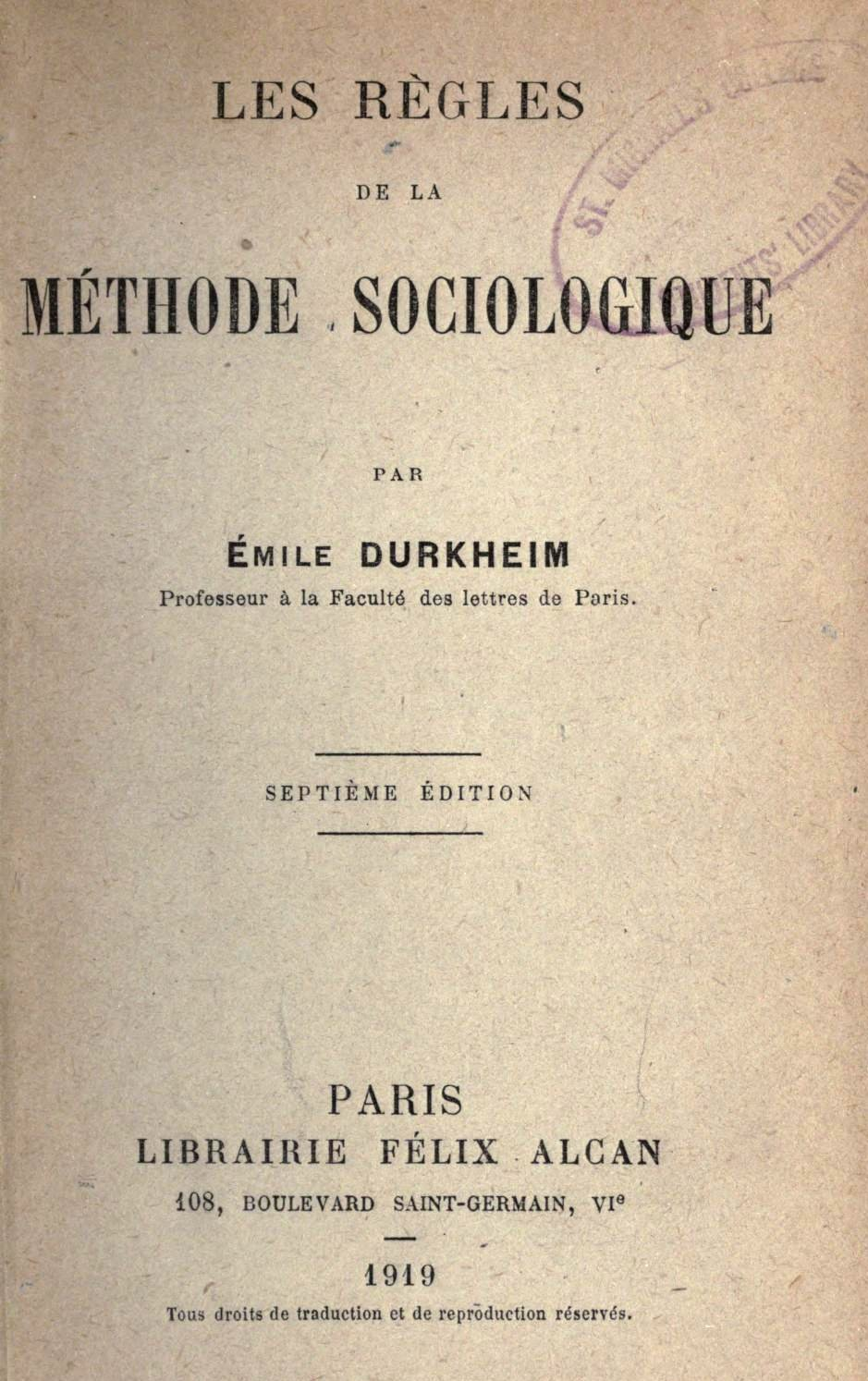
As Regras do Método Sociológico, na sua edição francesa

Em As Regras do Método Sociológico (1895), Durkheim expressou sua vontade de estabelecer um método que garantisse o caráter verdadeiramente científico da sociologia. Uma das questões levantadas diz respeito à objetividade do sociólogo: como estudar um objeto que, desde o início, condiciona e se relaciona com o observador? De acordo com Durkheim, a observação deve ser tão imparcial e impessoal quanto possível, embora uma "observação perfeitamente objetiva" neste sentido nunca possa ser alcançada. Um fato social deve sempre ser estudado de acordo com sua relação com outros fatos sociais, nunca de acordo com o indivíduo que o estuda. A sociologia deve, portanto, privilegiar a comparação em vez do estudo de fatos singulares independentes.
Durkheim buscou criar uma das primeiras abordagens científicas rigorosas dos fenômenos sociais. Junto com Herbert Spencer, ele foi uma das primeiras pessoas a explicar a existência e a qualidade de diferentes partes de uma sociedade por referência à função que desempenhavam na manutenção do cotidiano (ou seja, como fazem a sociedade "funcionar"). Ele também concordou com a analogia orgânica de Spencer, comparando a sociedade a um organismo vivo. Portanto, seu trabalho às vezes é visto como um precursor do funcionalismo. Durkheim também insistiu que a sociedade era mais do que a soma de suas partes.

## Pensamento
Politicamente, Durkheim permaneceu bastante discreto. Ele conhecia as ideias de Karl Marxː no entanto, rejeitou a sua obra, considerando-a não científica e extremamente dogmática; e considerou o marxismo, em sua essência, muito reacionário, radical, presumivelmente violento e conflituoso.
Durkheim acreditava que a ciência social poderia, em última análise, fornecer uma base de valores, e que uma ética científica será possível um dia, ele, no entanto, argumenta que, naquele momento, a ciência não estava suficientemente avançada para fazê-la, e que a ciência ainda não podia discernir o conteúdo ou as particularidades dessa nova moralidade.
Durkheim aborda que embora as doutrinas socialistas possam variar na forma como buscam atingir seus objetivos, todas compartilham a crença de que a ordem existente deve ser destruída para criar uma nova e embora a violência não seja necessária para alcançar o socialismo, é vista como uma parte necessária do processo, e esse espírito radical e revolucionário é fruto da crença de que há uma completa incompatibilidade entre o que é e o que deveria ser.

### Fundador da Sociologia Francesa
Durkheim foi um dos principais – se não o principal – fundadores da sociologia francesa. Ele não foi o primeiro sociólogo na França mas inovou ao se comprometer a fazer, da sociologia, uma disciplina autônoma e distinta de outras ciências sociais concorrentes, como a psicologia e a filosofia. Ele fundou o primeiro departamento de sociologia da Universidade de Bordeaux, em 1890.
Primeiramente, o foco do seu trabalho era o desenvolvimento da matéria sociologia de forma independente, institucionalmente falando. Assim, ele escreve em seu curso de abertura em ciências sociais em 1888 que "a única maneira de demonstrar que a sociologia é possível, é para mostrar que existe e vive." Ele irá então usar o seu estatuto como um professor universitário para iniciar a transmissão de diversos temas sob a perspectiva sociológica como a família, a solidariedade social, o suicídio, a sociologia criminal, o socialismo, a religião ou a educação. Assim, os cursos e revistas de Durkheim estabelecem as bases para uma sociologia francesa como uma ciência independente, com um objeto, uma crítica e uma abordagem específicos.

### Influências intelectuais
Duas das mais importantes influências de Durkheim são Auguste Comte e Herbert Spencer. Durkheim foi influenciado pelo positivismo de Comte, bem como pela sua abordagem científica da humanidade, pelo qual Comte aplicava a metodologia das ciências puras para o estudo das sociedades humanas. Em Spencer, Durkheim pega, emprestados, elementos do funcionalismo e da analogia orgânica. É válida, também, a menção de Alfred Espinas, o autor de "As Sociedades Animais" (1877). Durkheim observou que o livro foi o primeiro a desenvolver uma ciência de fato social.
Durkheim também foi influenciado por seus professores da École Normale Superieure, incluindo Émile Boutroux, com quem Durkheim lê Comte e Gabriel Monod. Entre 1885 e 1886, Durkheim passou um ano escolar na Alemanha, onde conheceu Fred Wagner, Gustav Schmoller, Rudolph von Jehring, Albert Schäffle e Wilhelm Wundt. Esses pensadores realizaram estudos da moralidade de uma maneira científica e com foco no aspecto social da moralidade. Wundt foi, talvez, o mais importante até Durkheim. Juntos, estes pensadores forneceram a base da teoria do realismo social que Durkheim veio a desenvolver mais tarde.
Outros pensadores também tiveram extrema importância para os trabalhos desenvolvidos por Durkheim. Ele escreveu sobre Rousseau e Montesquieu, que considera os precursores do pensamento sociológico. No âmbito da filosofia, Durkheim também fora influenciado por diversos filósofos. Dentre eles, o mais importante talvez tenha sido Kant, cuja moral e teorias epistemológicas encontram um lugar especial na obra de Durkheim. Platão, William James e Descartes, dentre outros, também estão presentes na obra de Durkheim.

### Estudo da Sociedade

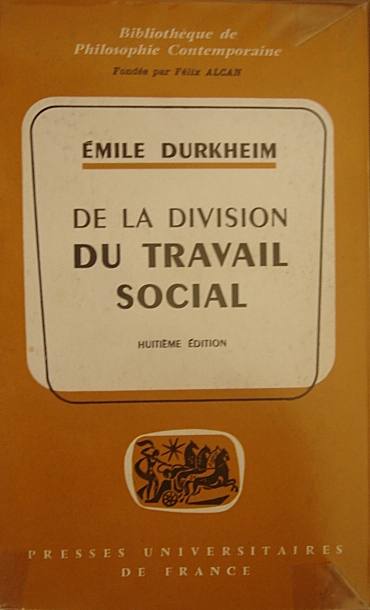
Da Divisão do Trabalho Social

Para Durkheim, as instituições de uma sociedade, incluindo a moralidade, o Direito e a religião, são produtos da história. A sociedade é a fonte de todo sentimento moral, intelectual, espiritual que transcende o indivíduo e o extrapola. Contudo, para que essas instituições possam ser estudadas cientificamente, é necessário que a sociologia "em vez de se comprazer em meditações metafísicas a respeito de coisas sociais, tome como objeto de suas pesquisas grupos de fatos nitidamente circunscritos que possam ser, de certo modo, apontados, dos quais se possa dizer onde começam e onde acabam" (DURKHEIM, 2014, p. 8). Por isso, o autor recorre aos dados empíricos (legislações, estatísticas, relatórios e extensa bibliografia) para induzir às suas conclusões. Em particular, para Durkheim, a sociologia é a ciência que estuda as instituições, sua gênese e o seu funcionamento. Para ele, uma instituição significa "todas as crenças e todos os modos de conduta estabelecidas pela coletividade".
Para Durkheim a sociedade não é um grupo de pessoas que vive na mesma localização geográficaː é "essencialmente um conjunto de ideias, crenças, sentimentos de todos os tipos, que são realizados por indivíduos". Ela mostra uma realidade que é produzida quando os indivíduos atuam uns sobre os outros, resultando na fusão das consciências individuais. Esta realidade é sui generis, isto é, ela é reduzida aos seus componentes, e não pode ser explicada senão por meio de si própria.
O produto dessa fusão das consciências individuais é a consciência coletiva, termo utilizado por Durkheim para descrever a realidade psíquica da sociedade. A sociedade e os fenômenos sociais, segundo o autor, não podem ser explicados ou estudados em termos biológicos ou psicológicos meramente, uma vez que os fatos sociais não podem ser reduzidos à forma material, como ocorre no materialismo histórico.
Para melhor identificar e analisar o conteúdo desta realidade psíquica, Durkheim inventou o conceito de fato social. Os fatos sociais são essenciais e imprescindíveis para a compreensão da consciência coletiva de cada sociedade. 

### Fato social
De acordo com Durkheim, os fatos sociais têm uma realidade objetiva que pode ser estudada como um físico que estuda o mundo físico. Possuem, como já mencionado anteriormente, três características essenciais: a generalidade, a externalidade e a coercitividade.
Como os fatos sociais são externos ao indivíduo, esses fatos existem sem a nossa consciência da sua existência ou da sua autonomia. O ser humano tem contato com muitos dos fatos sociais desde o início da sua educação, e tende a internalizar muitas das suas características. Com isso, há uma habitualidade de convivência com os fatos sociais e, assim, disfarça-se o seu caráter coercitivo: a esse processo, Durkheim chamou de "princípio da socialização".
Um dos critérios para o reconhecimento de fatos sociais é determinar a resistência à mudança de uma coisa: os fatos sociais não podem ser alterados por uma simples declaração de vontade. Isso não implica a impossibilidade de alteração dos fatos sociais, mas é necessário um grande esforço para fazê-lo.
Existem diversas formas de se determinar um fato social, e uma delas é por meio das estatísticas. O fato social deve representar "um certo estado de espírito coletivo" e, por isso, fatos com baixíssima incidência ou habitualidade não devem ser reconhecidos como fatos sociais normais ou habituais. 
Ao expor o conceito de fato social, Durkheim mostra como a sociedade, através de eventos sociais, influencia a forma de pensar e de estar de um indivíduo. Apesar de, no início dos seus trabalhos, Durkheim ter focado no caráter coercitivo dos fatos sociais, o desenvolvimento dos estudos e o seu amadurecimento levou-o a explorar previamente as demais características e, nos seus trabalhos mais recentes, a palavra "obrigação" quase não aparece relacionada aos fatos sociais.
Através de seu trabalho, Durkheim mostra uma análise sociológica dos fatos sociais. Na divisão, examina como a demografia, a tecnologia, o transporte e a comunicação podem mudar a consciência coletiva de uma sociedade. Durante seu estudo "O Suicídio", Durkheim tenta provar que este fato social também está condicionado a fatores sociais.

### Realismo social
Uma parte importante, e muitas vezes incompreendida, do método sociológico de Durkheim é o seu realismo social, ou a ideia de que a sociedade é uma entidade objetivamente real que existe independente dos indivíduos autônomos e específicos. Essa posição introduziu importantes elementos ontológicos e epistemológicos em sua teoria da sociedade. Ao declarar isso, podemos dizer que o realismo social de Durkheim tenta combinar diferentes escolas filosóficas, como o realismo, o nominalismo e o empirismo.

### Sociologia do Conhecimento
Durkheim, Friedrich Nietzsche e Karl Marx podem ser considerados os primeiros filósofos a desconstruir o modelo do ego cartesiano, que conceitua o indivíduo racional em estado puro, absolutamente autônomo e de forma desligada de influências externas que possam obscurecer a sua lógica e julgamento. Para Durkheim, o ambiente social do indivíduo, definitivamente, influencia a sua percepção do mundo.

### Classificação do Conhecimento e Filosofia da Ciência
Durkheim disse, em essência, que a religião é a fonte de todo o conhecimento humano. Isso pode parecer estranho à ciência moderna, que acredita ser independente de qualquer influência religiosa. Mas é de fato através da religião que a lógica e os conceitos necessários para o pensamento científico tomaram forma e foram desenvolvidos.
Com tal teoria do conhecimento, Durkheim se mostra um relativista cultural. Ele argumenta que cada cultura tem uma rede de lógica e conceitos de autorreferencial que criam verdades que são legítimas, ainda que não baseadas na realidade do mundo físico. Em oposição a este tipo de verdade, Durkheim defende o racionalismo científico e a ideia de que há uma verdade que não é dependente de contextos culturais e que expressa a realidade "em si". Essa visão é principalmente desenvolvida em seu pragmatismo.

### Teoria da Religião
Durkheim dedicou o livro As Formas Elementares da Vida Religiosa a um estudo da religião. Ao fazer isso, ele tem a intenção de considerar a religião como um fato social. Seguindo seu método, ele define a religião como:
A religião é um sistema unificado de crenças e práticas relativas a coisas sagradas, isto é, separadas, proibidas, crenças e práticas que unem, numa mesma comunidade moral chamada Igreja, todos aqueles que aderem.
É importante notar que Durkheim evita a palavra "Deus" em sua definição, preferindo o conceito de "sagrado objeto". Também é importante ressaltar a importância do social na sua definição de religião. De fato, Durkheim luta contra animistas ou interpretações naturistas da religião. Para refutar a tese naturalista, Durkheim também observou que a fé da religião continua, mesmo quando a religião expressa as forças naturais de forma errada, ou mesmo quando é contrariada pela natureza dos fatos. Assim, a causa da religião deve ser encontrada em outro lugar.
De acordo com Durkheim, a religião está enraizada nas forças sociais que estão sempre presentes em uma comunidade. Não se trata, portanto, de buscar a origem última da religião (segundo ele, uma questão metafísica desnecessária), mas olhar como essas forças sociais podem resultar na forma concreta que é a religião. De acordo com Durkheim, essas forças sociais são realizadas em momentos que ele chama de "efervescência coletiva". Esses momentos vêm quando todos os indivíduos de um grupo estão juntos para se comunicar, em um só pensamento e uma só ação.
Todos os grupos humanos têm uma religião, o que leva Durkheim a dizer que a religião é uma característica da condição humana. Em outras palavras, enquanto o homem está em um grupo, ele vai formar uma religião de alguma forma.

### Morte dos deuses
Em quase toda a obra de Durkheim, uma das questões mais importantes é o mal-estar que a sociedade ocidental sofrera nos séculos XIX e XX. Ele observa, já em Da Divisão do Trabalho Social (1893), grandes e rápidas mudanças que haviam marcado a sociedade europeia há mais de um século. Isso incluía não apenas o surgimento da ciência moderna, mas também a industrialização, a urbanização da população e mudanças na comunicação e transporte (ferrovias, telefone, vapor etc.). Isso gerou modernas condições de vida radicalmente diferentes daquelas que as precederam. Essas transformações levaram, de acordo com Durkheim, a "um enfraquecimento de todas as tradições." Ele disse que a religião cristã não mais sustentava a sociedade ocidental formalmente e que a vida moderna estava muito além da doutrina do cristianismo. Assim, normas morais cristãs passaram a não mais fazer sentido, levando a uma crise de moralidade e a um estado de desagregação, algo que se refletia, por exemplo, no aumento das taxas de suicídio.
Apesar deste prognóstico pessimista, Durkheim vê, na morte dos velhos deuses, o advento de novas formas de religião que levarão à mudança da sociedade ocidental. Durante os séculos XVIII e XIX, a sociedade ocidental estava passando por uma forte divisão do trabalho, pelo crescimento das cidades e pela industrialização, o que levou a um maior individualismo. Esse individualismo levou a um ponto em que a única coisa que todas as pessoas tinham em comum era precisamente sua individualidade. Por esta razão, uma sociedade centrada em torno do culto ao indivíduo parece bastante natural, pois essa é a única coisa que ainda é capaz de reunir e unificar todas as consciências individuais. Essa religião também tem sua própria moralidade. No culto ao indivíduo, a metafísica cristã é substituído pela ciência moderna. Essa nova religião ainda está presente em nossa sociedade, como por exemplo na Declaração Universal dos Direitos Humanos, bem como nos discursos de vários grupos anarquistas e comunistas. Ela pode ser sentida na propagação das democracias modernas em todo o mundo. O domínio da ciência moderna hoje ecoa a análise e previsões de Durkheim.
A análise da moral feita por Durkheim foi, em muito, influenciada por Immanuel Kant e a sua noção de dever. Isso, pois, a partir deste ponto, Durkheim critica e elabora a sua teoria da moral enquanto sistema de regras de conduta. Nesse sentido, Durkheim se utiliza da ideia de dever de Kant para construir a ideia de que o dever, a obrigatoriedade, constituem uma espécie de obrigatoriedade moral que direciona o comportamento das pessoas. Ou seja, existem certos padrões morais preestabelecidos aos quais as pessoas devem obedecer. Além disso, deve, a moral, ser legitimada por aquele que, ao seguir os deveres por ela impostos, acredita estar fazendo um bem, ou seja, a natureza obrigatória da moral caminha conjuntamente à manifestação voluntária de segui-la.
Sobre a possibilidade de a moral se modificar, Durkheim argumentava que o ideal moral é mutável uma vez que ele surge, se modifica e evolui na medida em que se modificam as sociedades às quais se aplica. De acordo com Durkheim, essas mudanças na moral podem ocorrer devido aos mais diversos fatores – mesmo uma rápida mudança pode vir a ser capaz de alterar toda a consciência coletiva. Com isso, constantemente, surgem e se modificam novas estruturas de moralidade. Nesse sentido, o desvio social constitui um fator importante na mudança da moral tanto de forma indireta – quando a própria consideração do crime como tal pela consciência coletiva mostra que a sua inevitabilidade está ligada à impossibilidade de imposição da consciência coletiva sobre a consciência individual, fato esse que levaria a uma situação de imutabilidade moral – e de forma direta – quando o próprio criminoso mostra-se o precursor da mudança moral.

### Democracia
A democracia direta foi criticada por Durkheim, que negava o papel do Estado em relação à sociedade na medida em que defendia que a sociedade deveria ser comandada por uma minoria consciente e reflexiva. Durkheim considerava que o Estado não era um resumo do pensamento popular, mas um pensamento meditado e separado do pensamento coletivo, incumbido de entender e decidir da forma mais benéfica a todos. Acreditava, o teórico, que o Estado muito próximo às multidões, aos poucos, se perderia, sendo, por ela, absorvido. Para evitar tal situação, Durkheim defendia a criação de subgrupos responsáveis por atuar como intermediários entre o povo e o Estado, garantindo que cada grupo fosse representado e reconhecido da melhor forma possível. Assim, a democracia poderia ser efetivamente exercida entre cidadãos e subgrupos e entre grupos e Estado mas, entre cidadãos e Estado, a relação seria indireta.

## Solidariedades Orgânica e Mecânica
Ao longo de sua vida, entretanto, o estudo e a interpretação do vínculo social se modificaram. Inicialmente, quando sua obra pouco era permeada por religião, Durkheim interpretou o vínculo social através dos conceitos de solidariedade orgânica e mecânica. Entretanto, à medida em que Durkheim reconheceu a religião e a inseriu em suas teorias, a sua visão de vínculo social se modificou.
Em seu livro Da Divisão do Trabalho Social, Durkheim define a evolução da solidariedade: as sociedades tradicionais passadas foram baseados na solidariedade mecânica, que incluía comportamento coletivo e atividades de produção pouco diferenciadas. Esta solidariedade foi baseada na proximidade, similaridade e no compartilhamento de histórias e de valores comuns às comunidades humanas.
Entretanto, essa solidariedade deu lugar a uma solidariedade orgânica, prevalecente na sociedade moderna. Esta solidariedade é definida pela interdependência e complementaridade impostas pela sociedade moderna para os seres humanos. De acordo com ela, cada membro da sociedade, enquanto ser independente e único, está ligado aos demais numa estrutura de solidariedade complementar. Esse modelo de solidariedade deu as primeiras mostras com a divisão do trabalho e as suas decorrências, tais como a alta densidade populacional e o avanço da tecnologia. De acordo com Durkheim, essa divisão social do trabalho parece criar uma relação de interdependência, uma função social, entre os seres humanos.

### Criminologia
Émile Durkheim dedicou parte significativa dos seus trabalhos à realização de um estudo focado na análise sociológica da criminologia na sociedade. Para se compreender a sociologia criminal sob a perspectiva de Durkheim, é indispensável o entendimento acerca das percepções do sociólogo quanto às relações dos indivíduos entre si, quando em grupos sociais, e a relação desses com o Estado.
Na percepção social do pensador francês, exposta no livro Lições de Sociologia: a Moral, o Direito e o Estado, ao se considerar as relações interindividuais, o autor entende que os indivíduos têm deveres uns para com os outros por pertencerem a grupos sociais determinados, a exemplo de quando compõem uma mesma instituição – mesma família, ou mesmo Estado. Esses deveres derivam da moral presente no seio social e no interior de cada indivíduo.
Além dos deveres existentes entre os indivíduos, existem aqueles deveres dos indivíduos para com as instituições que compõem, pois, somente com um mínimo de moral e regras sociais, as instituições têm força para se manter e se impor na coletividade.
O mínimo de moral no convívio social, nesse sentido, possibilita a civilidade das relações sociais e institucionais. Alguns deveres independem do convívio social ou da imposição por uma instituiçãoː são inerentes aos indivíduos e dependem da moral intrínseca de cada ser humano. Em alguns casos, o desrespeito por parte do indivíduos ao cumprimento desses deveres (tanto os oriundos do convívio social quanto os deveres independentes da vida em sociedade) leva ao cometimento de atos imorais, e o crime enquadra-se nesses atos, considerados, por Durkheim, imorais por excelência, apesar de serem um fato social normal (quando analisada a taxa de incidência e a habitualidade das práticas) e necessário ao Estado, pois ele gera a comoção na sociedade que criaria uma mobilização reavivada em reação a situação.

#### Crime
Todos os indivíduos devem, de acordo com Durkheim, independente do agrupamento social, respeitar a vida, a propriedade e a honra de seus semelhantes.
Nesse sentido, quando há o desrespeito a um desses elementos supracitados, Durkheim considera a existência de um crime. Para o autor, adepto da concepção da escola criminológica italiana, o crime consiste quase que exclusivamente em matar, ferir e roubar. Assim, o criminoso seria todo aquele que atenta contra a propriedade ou contra a pessoa de alguém. No entanto, o pensador desenvolve uma análise histórica da ocorrência de crimes e observa que, antigamente, atitudes que já na época do autor eram consideradas extremamente imorais não o eram assim consideradas. Algumas, inclusive, eram facultativas.
Assim, Durkheim ressalta uma maior flexibilização em sociedades inferiores, e é nítida essa característica quando observamos a menor gravidade das penas que sancionavam essas atitudes.
No livro "Lições de Sociologia", o autor relaciona esse enrijecimento das punições a maior valoração atribuída à moral e à ética no decorrer do desenvolvimento das sociedades.
É importante ressaltar a importância da sociedade, das instituições sociais e da solidariedade na obra sociológica de Durkheim. Para o autor, a coletividade é essencial à sobrevivência do indivíduoː afinal, numa leitura simplista de sua obra, é possível afirmar que, para o autor, o ser humano se tornou "superior" porque vive em sociedade. Portanto, define que o direito e as instituições sociais têm, como finalidade, a manutenção da sociedade. Por isso, o autor é visto como conservador.
Assim, divide os fatos sociais em normais e patológicosː os primeiros são aqueles presentes em todas as sociedades e que reforçam os laços sociais. Já os fatos sociais patológicos são aqueles que negam a sociedadeː são atos egoístas, como o suicídio. 
Existe uma solidariedade social proveniente do fato de que certo número de estados de consciência são comuns a todos os membros da mesma sociedade. O papel que ela representa na integração geral da sociedade depende da maior ou menor extensão da vida social que a consciência comum abraça e regulamenta (solidariedade mecânica, mais forte, em sociedades mais coesas e menores x solidariedade orgânica, laços menos fortes, sociedade menos coesa).
Os crimes são aqueles atos que ofendem os estados fortes e definidos desta consciência coletiva ou que ofendem a instituição social (esta tem, por função, repelir quaisquer sentimentos antagônicos à sociedade). Por ofenderem algo tão importante à sobrevivência da sociedade é que são reprimidos. Ainda assim, são fatos sociais normais porque sua repressão, a pena, reforça a solidariedade nos indivíduos. As penas são reações passionais graduadas, caso a caso, contra indivíduos que ofenderam normas de conduta essenciais para a sobrevivência da sociedade. Segundo o autor, as penas não deveriam ser graduadas de acordo com o crime, mas sim conforme o criminoso fosse mais ou menos empedernido (perigosos à sociedade, propensos a cometer novos crimes), ou seja, as penas devem proteger a sociedade contra possíveis novos crimes.
Em sociedades mais industrializadas, a divisão do trabalho tende a dispersar a solidariedade, pois a consciência comum tende a perder força e sua regulamentação na vida social também. Como o direito repressivo (direito penal) está intimamente relacionado à solidariedade, porque pretende protegê-la de comportamentos antagônicos, quanto maior o número de crimes, maior a coesão social. Por isso, é possível avaliar o funcionamento de uma sociedade de acordo com a repressão aos crimes. Mas é claro que, em alguns casos, certos elementos da consciência coletiva são mais indeterminados ou têm menor energia e, por isso, não fazem parte do direito repressivo, mas fazem parte do direito reparativo (direito civil, comercial).
Por fim, com a menor importância da consciência coletiva e da solidariedade nas sociedades, quando as pessoas são cada vez mais egoístas e individualistas, a anomia é cada vez maior. O que tende a aumentar os casos de crimes, já que as pessoas tendem a praticar atos que negam a solidariedade e a sociedade.
Em As Regras do Método Sociológico, Durkheim colocou que o crime tem uma função na sociedade e, portanto, é normal. Um fato social é normal para um tipo social particular numa determinada fase do seu desenvolvimento. Apesar de não estar em conformidade com as normas sociais, o crime está presente em todas as sociedades. Além disso, "os danos causados à sociedade podem ser cancelados pela sentença, se ela funciona de forma consistente" (Paul Fauconnet, discípulo e colaborador de Durkheim, desenvolveu uma análise sociológica da responsabilidade penal que se estende à análise da função social do crime de Durkheim.).

#### Homicídio
Para Durkheim, homicídio e roubo são atos imorais por excelência, praticados contra qualquer pessoa – incluindo o estrangeiro, diferentemente do que ocorria na Antiguidade.
Segundo o ilustre sociólogo, há um princípio ético que proíbe o atentado contra a vida de alguém, exceto quando legalmente permitido.
Para o autor, o homicídio consiste no mais detestável de todos os crimes, pois priva o ser humano da existência.
Realizando uma análise estatística da incidência desse crime na sociedade, Durkheim chega a algumas conclusões: à medida em que as sociedades vão evoluindo, as penas que punem esse crime vão ficando mais rígidas e a incidência do crime diminui consideravelmente, mesmo com o aumento da população. Afigura-se, portanto, que o homicídio diminui com a civilização, pois, com a civilização, aumenta-se o respeito pela pessoa humana e o valor a ela atribuído.

#### Atentado à Propriedade
Durkheim determina que a segunda regra da moral humana é a proibitiva com relação aos atentados contra a propriedade de alguém. Assim, a regra protetora do direito da propriedade teria alicerce no princípio ético supracitado. Para Durkheim, não é meramente o ato de roubar um crime, nesse sentido, mas a existência de uma regra que determina o atentado à propriedade como tal tipifica a ação do roubo.

### Suicídio
A construção da teoria dos fatos sociais possibilita, a Durkheim, utilizar tal conceito como forma de entender a própria sociedade e, a partir disso, definir quais fatos sociais seriam "normais" e quais seriam "patológicos". Assim, a teoria sociológica de Durkheim busca demonstrar que os fatos sociais são independentes dos pensamentos e ações individuais dos membros da sociedade. Nesse sentido, a consciência individual não se confunde com a coletiva, a qual apresenta um aspecto de medidor dos aspectos de normalidade da sociedade.
Em O Suicídio, a partir da análise crítica das taxas de suicídio em diversos países do Ocidente, Durkheim expõe que o suicídio é um fato social ligado às motivações individuais somadas às influências de natureza coletiva que cercam o indivíduo. Assim, as taxas de suicídio devem ser explicadas em termos das características da sociedade em que os indivíduos se encontram e não em termos biológicos ou psicológicos.
Publicada em 1897, a obra é um estudo sociológico empírico onde Durkheim implementa princípios metodológicos que previamente definira em "As Regras do Método Sociológico". Neste livro, ele argumenta que o suicídio é um fato social em seu próprio direito - que tem poder sobre as pessoas e poder de coerção externa - e, como tal, pode ser analisado pela sociologia. Assim, esse fenômeno, que poderia ser visto apenas como relacionado com o íntimo, é, também, influenciado por causas sociais. Na obra, mostra-se, através de estatísticas, que o suicídio é um fenômeno social normal, ou seja, um fenômeno regular e encontrado na maioria das sociedades – mantendo, inclusive, taxas constantes na maioria delas. Em um primeiro momento, Durkheim identifica as causas do suicídio e, então, parte para uma tipologia do suicídio (conforme as causas que o motivaram).
O suicídio, sendo fato social, deve ser explicado como tal e relacionado ao tipo de coesão prevalente em determinado grupo social. Sendo assim, ele poderia ser uma decorrência de dois fatores: o grau de interação e solidariedade entre os indivíduos (diretamente ligado aos conceitos de solidariedade orgânica e mecânica outrora desenvolvidos pelo autor) e o grau de influência social quanto às normas de conduta e comportamento. Surgem, a partir dessa análise, três tipos de suicídio, quais sejam:
- Tipo de suicídio predominante nas sociedades modernas, é permeado por extremo individualismo e é, geralmente, praticado por aqueles indivíduos que não estão devidamente integrados à sociedade;
- Ocorre, em geral, em decorrência da extrema obediência do indivíduo à força coercitiva do coletivo, seja ele um grupo social restrito ou mesmo a sociedade como um todo;
- Usualmente observado através de uma grande mudança na taxa normal de suicídio (períodos de crises ou modificações sociais). Assim, Durkheim afirma ser a anomia uma das causas do aumento dos números de suicídios e que este "estado social" ocorre tanto em momentos de profundas crises, quanto em momentos de grande desenvolvimento acelerado.

Durkheim trabalha com o conceito de anomia tanto na obra acima relatada quanto em "Da Divisão Social do Trabalho", podendo ser "anomia" traduzida tanto como a "falta de leis" como o momento em que os sistemas sociais tornam-se incapazes de manter a coesão da sociedadeː é a ausência de uma "consciência coletiva" unitária.
Pode-se dizer que a teoria da anomia tentou explicar as consequências patológicas da divisão do trabalho, do declínio da solidariedade social e do conflito entre as classes sociais. Tais condições e inovações constantes fizeram com que não fosse possível desenvolver-se um conjunto de regras comuns, mecanismo clássico de disciplina das relações sociais e de sua coesão, fato esse que levaria a uma ausência de normas (anomia). A ausência de tais regras conduziria à desintegração social.
Mesmo que Durkheim tenha desenvolvido o conceito de anomia para elucidar as questões da divisão do trabalho e do suicídio, esse conceito pode ser estendido ao entendimento dos crimes. A teoria da anomia se distancia do modelo médico e patológico de interpretação do crime ao não interpretá-lo como anomalia, como o fizeram os primeiros estudiosos da criminologia, mas como fato normal. De acordo com essa teoria (inserida entre aquelas que consideram a sociedade um todo orgânico que tem uma articulação interna), o foco será sempre a ausência de normas sociais de referência, o que acarreta uma ruptura dos padrões sociais de conduta, produzindo uma situação de pouca coesão social. Assim, na anomia, surgem situações de desregulação, de falta de coesão social.
Reiterando esse ponto, Durkheim não dava, aos crimes, um caráter patológico, mas, sim, os qualificava como fatos sociais normais, principalmente em virtude de sua "generalidade" e do fato de que uma sociedade sem crimes não seria algo possível. Entretanto, há níveis para que o crime seja considerado normal e, uma vez superados esses níveis "comuns", a conduta desviante passa a ser considerada patológica. Além disso, Durkheim coloca o crime não só como fato social normal mas também necessário, uma vez que auxilia na evolução normal da moral e do direito.

## Influência e legado
Durkheim teve um impacto importante no desenvolvimento da antropologia e da sociologia como disciplinas. O estabelecimento da sociologia como uma disciplina acadêmica independente e reconhecida, em particular, está entre os maiores e mais duradouros legados de Durkheim. Dentro da sociologia, seu trabalho influenciou significativamente o estruturalismo, ou funcionalismo estrutural. Acadêmicos inspirados por Durkheim incluem Marcel Mauss, Maurice Halbwachs, Célestin Bouglé, Gustave Belot, Alfred Radcliffe-Brown, Talcott Parsons, Robert K. Merton, Jean Piaget, Claude Lévi-Strauss, Ferdinand de Saussure, Michel Foucault, Clifford Geertz, Peter Berger, o reformador social Patrick Hunout e outros.
Mais recentemente, Durkheim influenciou sociólogos como Steven Lukes, Robert N. Bellah e Pierre Bourdieu. Sua descrição de consciência coletiva também influenciou profundamente o nacionalismo turco de Ziya Gökalp, o pai fundador da Sociologia turca.
Fora da sociologia, Durkheim influenciou filósofos, incluindo Henri Bergson e Emmanuel Levinas, e suas ideias podem ser identificadas, inexplicitamente, no trabalho de certos teóricos do estruturalista da década de 1960, como Alain Badiou, Louis Althusser e Michel Foucault.

### Durkheim contra Searle
Muito do trabalho de Durkheim permanece desconhecido na filosofia, apesar de sua relevância direta. Como prova, pode-se olhar para John Searle, cujo livro, The Construction of Social Reality, elabora uma teoria dos fatos sociais e representações coletivas que Searle acreditava ser uma obra de referência que faria a ponte entre analítica e filosofia continental. Neil Gross, no entanto, demonstra como as visões de Searle sobre a sociedade são mais ou menos uma reconstituição das teorias de Durkheim sobre fatos sociais, instituições sociais, representações coletivas e semelhantes. As ideias de Searle estão, portanto, abertas às mesmas críticas que as de Durkheim. Searle respondeu argumentando que o trabalho de Durkheim era pior do que ele pensava originalmente e, admitindo que não tinha lido muito do trabalho de Durkheim: "Porque o relato de Durkheim empobreceu, não li mais nada em seu trabalho". Stephen Lukes, entretanto, respondeu à resposta de Searle a Gross, refutando, ponto por ponto, as alegações que Searle faz contra Durkheim, essencialmente sustentando o argumento de Gross, que a obra de Searle guarda grande semelhança com a de Durkheim. Lukes atribui a incompreensão de Searle da obra de Durkheim ao fato de Searle, simplesmente, nunca ter lido Durkheim.

### Gilbert pro Durkheim
Margaret Gilbert, uma filósofa britânica contemporânea dos fenômenos sociais, ofereceu uma leitura atenta e simpática da discussão de Durkheim sobre os fatos sociais no capítulo 1 e os prefácios de As Regras do Método Sociológico. Em seu livro de 1989, On Social Facts - cujo título pode representar uma homenagem a Durkheim, aludindo ao seu "em francês:  fait sociales" - Gilbert argumenta que algumas de suas afirmações que podem parecer filosoficamente insustentáveis são importantes e frutíferas.

## Principais obras
- Da divisão do trabalho social, 1893;
- Regras do método sociológico, 1895;
- O suicídio, 1897;
- As formas elementares de vida religiosa, 1912;

## Publicações noL'Année sociologique/ 1896 - 1912
- A proibição do incesto e suas origens
- Da definição do fenômeno religioso
- Sobre o totemismo
- Algumas formas primitivas de classificação (c/ Marcel Mauss) PDF Jun. 2011
- Sobre a organização matrimonial nas sociedades australianas
- A Falácia da economia populista a respeito do preço do ouro paraguaio.